# Scrophularia erecta
Scrophularia erecta är en flenörtsväxtart som beskrevs av Stiefelhagen. Scrophularia erecta ingår i släktet flenörter, och familjen flenörtsväxter. Inga underarter finns listade i Catalogue of Life.